# Lidia Andruszkiewicz
Lidia Teresa Andruszkiewicz (ur. 25 lutego 1958 w Andrychowie, zm. 10 października 2020 w Sulejówku) – polska dziennikarka związana z Telewizją Polską. 

## Życiorys
Szkołę podstawową i Liceum Ogólnokształcące im. Marii Curie-Skłodowskiej ukończyła w rodzinnym Andrychowie, kontynuowała naukę na Uniwersytecie Śląskim w Katowicach, gdzie uzyskała tytuł magistra socjologii. Następnie ukończyła podyplomowe studia dziennikarskie ze specjalizacją dziennikarstwo telewizyjne na Uniwersytecie Warszawskim.
Podczas studiów podyplomowych rozpoczęła współpracę z Telewizją Polską, początkowo jako stażystka, a następnie samodzielna dziennikarka. Przez lata związana z Warszawskim Ośrodkiem Telewizyjnym, gdzie była sekretarzem redakcji, wydawcą, producentem i prezenterką m.in. „Poradnika Prawnego”. Przeprowadzała rozmowy z politykami. Była też kierowniczką, wydawcą i reporterem „Telewizyjnego Kuriera Warszawskiego” oraz sekretarzem redakcji.
Zmarła w wyniku choroby nowotworowej.